# Kerpen
Pour l’article homonyme, voir Kerpen (Eifel).
Kerpen (en allemand : /ˈkɛʁpn̩/ ) est une ville allemande du land de Rhénanie-du-Nord-Westphalie, dans l’arrondissement du Rhin-Erft et le district de Cologne. Elle est arrosée par l’Erft. Elle comptait 68 141 habitants au 31 décembre 2018, et se situe à une vingtaine de kilomètres au sud-ouest de Cologne. Beethoven y a habité quelque temps. Les pilotes de Formule 1, Michael Schumacher et Ralf Schumacher ont passé leur enfance au village de Manheim dépendant de la municipalité.

## Géographie

### Villages et quartiers
Balkhausen, Blatzheim, Brüggen, Buir, Horrem, Kerpen, Manheim, Mödrath, Neu-Bottenbroich, Sindorf, Türnich, Langenich.

## Histoire

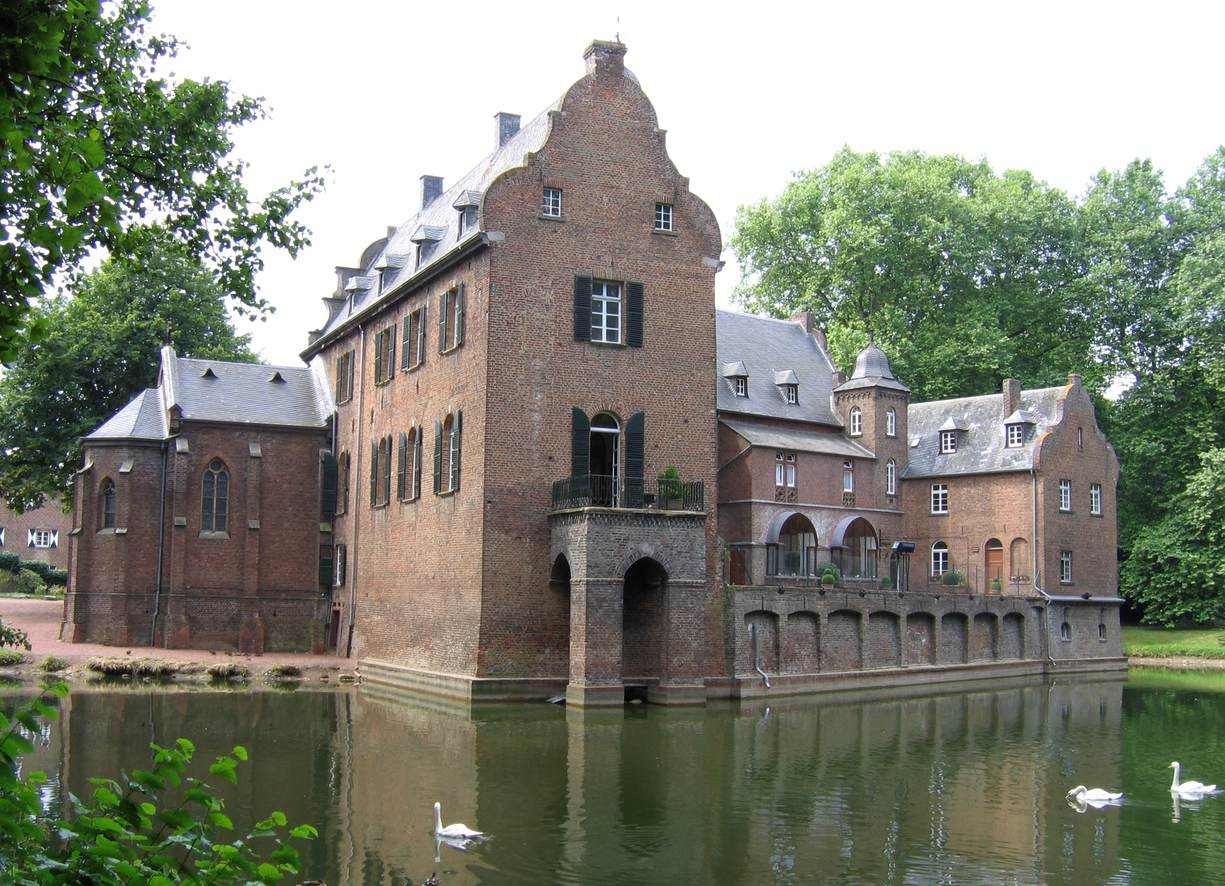
Palais Bergerhausen ;
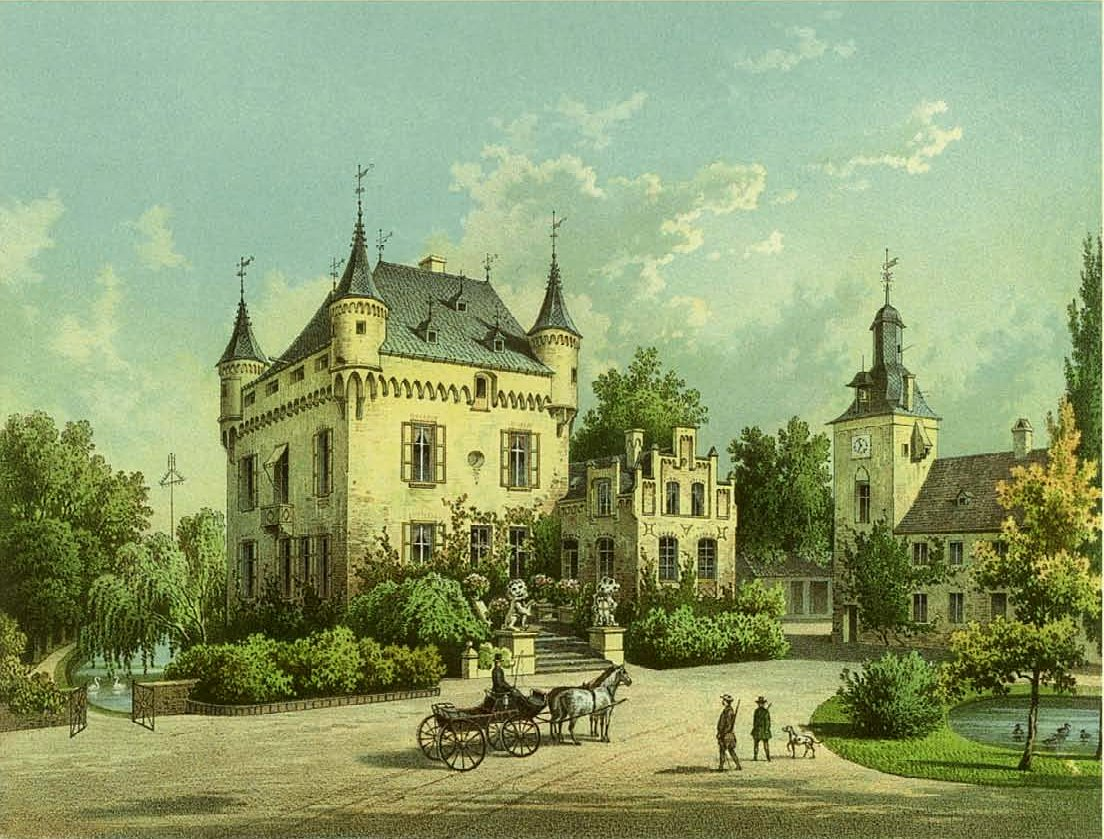
Palais Loersfeld around 1860, Edition by Alexander Duncker.
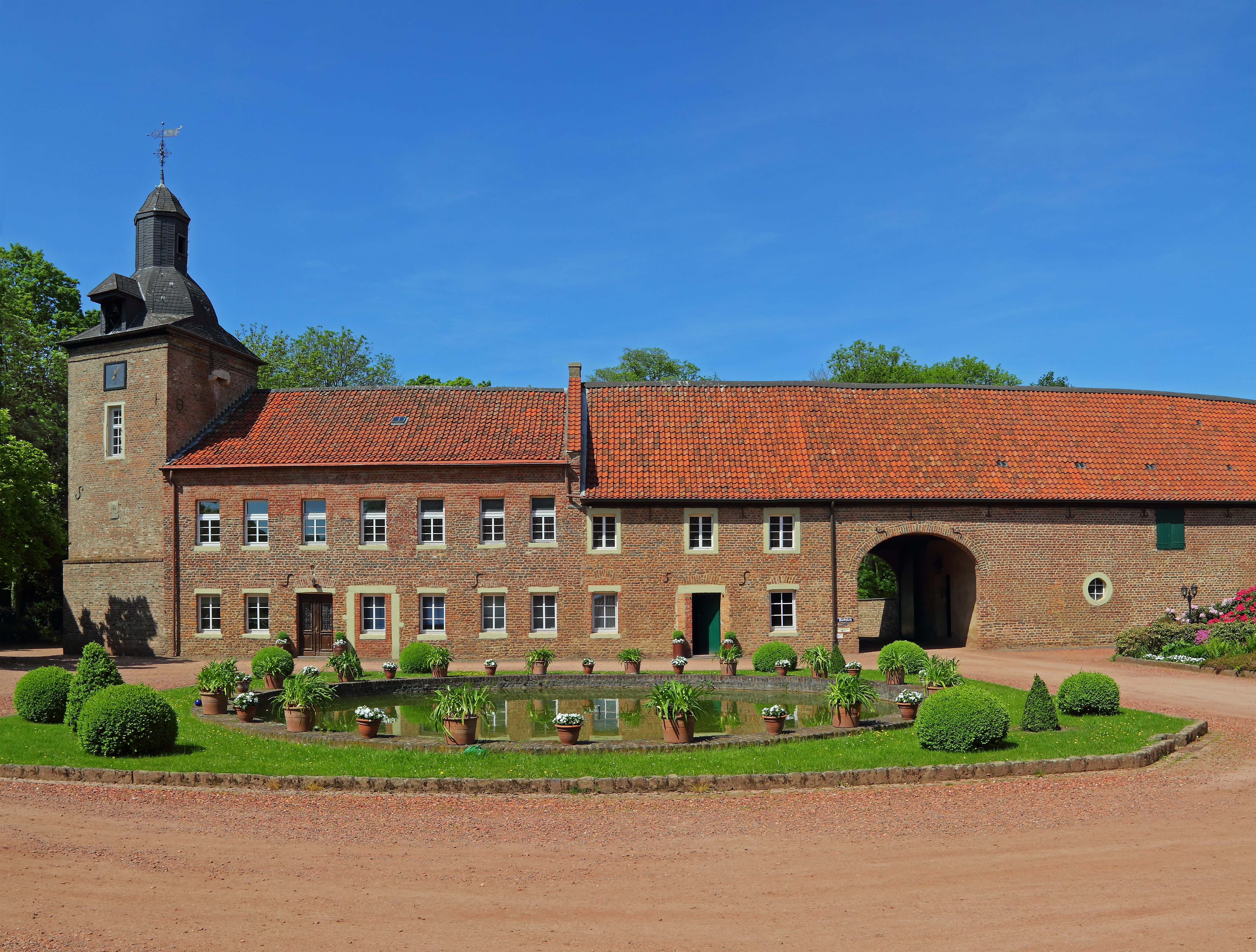
Palais Loersfeld.

| Appartenances historiques Duché de Brabant 1183-1430 Pays-Bas bourguignons 1430-1482 Pays-Bas des Habsbourg 1482-1556 Pays-Bas espagnols 1556-1710 Duché de Juliers 1710-1797 République cisrhénane (Roer) 1797-1802 République française (Roer) 1802-1804 Empire français (Roer) 1804-1815 Royaume de Prusse (Province de Juliers-Clèves-Berg) 1815-1822 Royaume de Prusse (Province de Rhénanie) 1822-1918 République de Weimar 1918-1933 Reich allemand 1933-1945 Allemagne occupée 1945-1949 Allemagne 1949-présent |

Dans une charte donnée à Maastricht, le 18 mars 1396, Regnier, seigneur de Schoonvorst et de Zichem, déclare avoir reçu du duc de Bourgogne, une somme de douze mille florins du Rhin de fort poids, dont dix mille pour la cession au dit duc des château et terre de Kerpen qu'il tenait depuis longtemps en engagère de la duchesse Jeanne de Brabant et les deux mille autres florins pour être devenu homme-lige du duc et de ses successeurs qui seront ducs de Brabant et de Limbourg.
La seigneurie de Kerpen est offerte par Léopold-Guillaume de Habsbourg, gouverneur des Pays-Bas méridionaux, à Maximilien-Henri de Bavière, prince évêque de Liège, à l'occasion du Traité de Tirlemont (17 mars 1654) qui reconnait la neutralité de la Principauté de Liège.

## Avenir

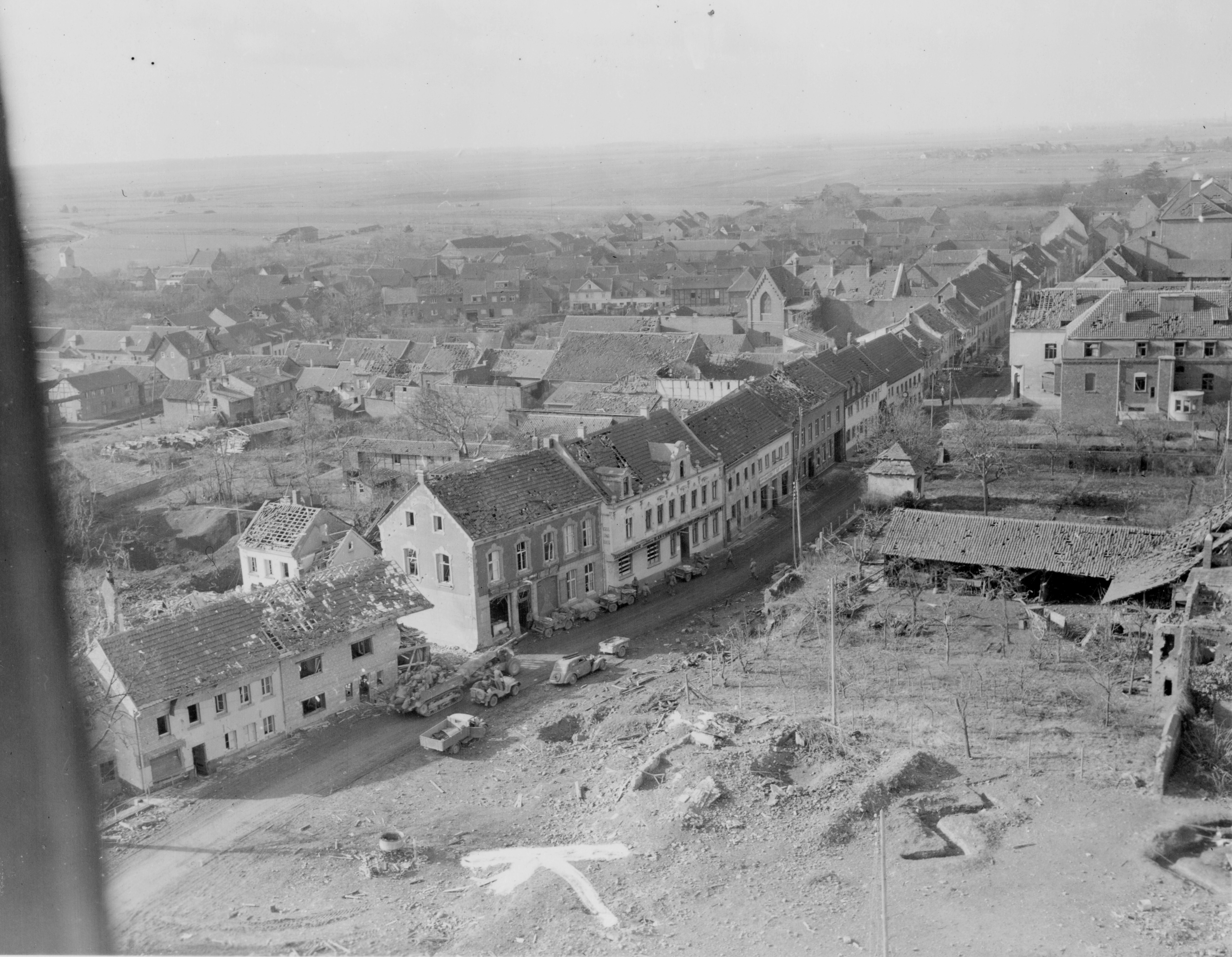
Le 2 mars 1945.

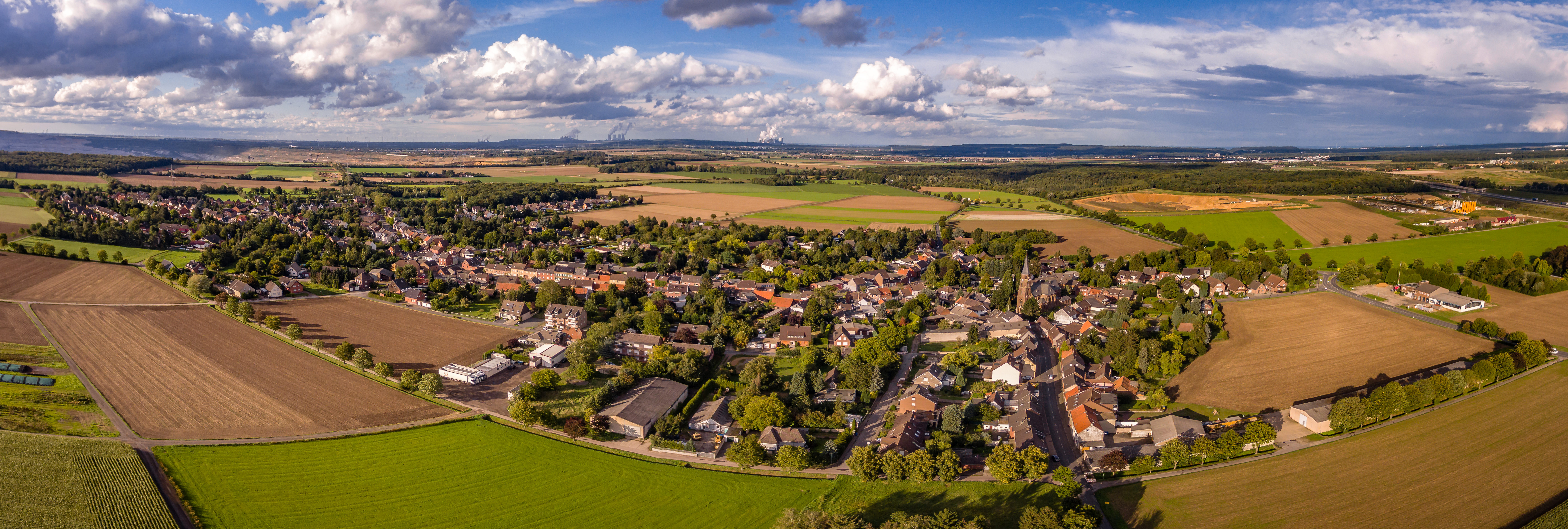
Vue panoramique de Manheim.

Le village de Manheim (fondé à l'époque carolingienne), qui a compté plus de 1 700 habitants dans la seconde partie du XXe siècle, doit disparaître avec tous ses bâtiments historiques entre 2020 et 2022 afin de permettre à la mine de Hambach de s'agrandir. Le transfert de population a commencé en 2011.

## Architecture
- Le château de Lörsfeld est célèbre pour son architecture élégante du XVIe siècle ;
- L'Église Saint-Alban-et-Saint-Léonard de Manheim date de 1898.

## Éducation
Le Gymnasium der Stadt Kerpen (« Gymnasium de la ville Kerpen »), avec environ 2 260 élèves, est une école réputée de la région.

## Jumelages
- Oświęcim (Auschwitz) (Pologne) depuis 1993
- Saint-Vith (Belgique) depuis 1975
- Küstriner Vorland (Allemagne)

## Personnalités liées à la ville
- Christman Genipperteinga (-1581), tueur en série
- Adolph Kolping, né à Kerpen, prêtre béatifié en 1991 (1813-1865)
- Karlheinz Stockhausen (1928-2007), né dans le quartier de Mödrath
- Wolfgang von Trips (1928-1961)
- Michael Schumacher, a grandi à Kerpen, pilote de formule 1

## Noms de rues
- La Michael-Schumacher-Straße (inaugurée en février 2001) : rue qui mène au circuit de karting de son père, Rolf.